# Santiago Jaime Silva Retamales
Santiago Jaime Silva Retamales (La Calera, 17 de junho de 1955) é um clérigo chileno e bispo católico romano de Valdivia.

## Biografia
Santiago Silva Retamales nasceu em La Calera, Diocese de Valparaíso, filho de Luzmira Retamales Arqueros e Santiago Silva Vidal. Obteve seu mestrado em Teologia Dogmática pela Pontifícia Universidade Católica do Chile e depois em Teologia Bíblica pelo Pontifício Instituto Bíblico de Roma. Recebeu o presbiterado em 24 de outubro de 1980 e incardinado à Diocese de Valparaíso.
Foi professor, vice-reitor e reitor do Pontifício Seminário Maior San Rafael de Lo Vásquez e também ensinou Teologia Bíblica na Pontifícia Universidade Católica do Chile.
Em 16 de fevereiro de 2002, o Papa João Paulo II o nomeou bispo titular de Bela e auxiliar de Valparaíso. O ordinário de Valparaíso, Gonzalo Duarte García de Cortázar, SSCC, o sagrou em 6 de abril do mesmo ano; Os co-consantes foram o arcebispo de Santiago do Chile, Francisco Javier Errázuriz Ossa, ISch, e o bispo de Rancagua, Francisco Javier Prado Aránguiz, SSCC. Santiago Silva Retamales foi também vigário-geral da Diocese de Valparaíso.
Foi fundador, em 2003, e responsável, até 2015, do Centro Bíblico Pastoral da América Latina (CEBIPAL), dependente do Conselho Episcopal Latino-Americano (CELAM), hoje chamada Escola Bíblica. Também foi responsável pela tradução da Sagrada Escritura como chamada Bíblia da Igreja na América (BIA), que viria a ser lançada na 37ª Assembleia Ordinária do CELAM. Posteriormente, veio a ser também presidente da Comissão Bíblica Pastoral da Conferência Episcopal Chilena.
Em 2007, participou da V Conferência Geral do Conselho Episcopal Latino-Americano em Aparecida, Brasil, como especialista em Sagradas Escrituras. No ano seguinte, representou a Conferência Episcopal do Chile na XII Assembleia Ordinária do Sínodo dos Bispos sobre o tema “A Palavra de Deus na vida e na missão da Igreja”. De 2008 a 2011, foi Secretário Geral da Conferência Episcopal Chilena. Em 2016 foi eleito Presidente da Conferência Episcopal do Chile.
Em 19 de maio de 2011, foi eleito Secretário Geral do CELAM para um mandato até 2015.
O Papa Francisco o nomeou bispo do Ordinariato Militar do Chile em 7 de julho de 2015. O exército chileno então o nomeou general-de-brigada. Em 23 de dezembro de 2020, o Papa Francisco o nomeou bispo de Valdivia. A posse ocorreu em 19 de março de 2021.